# Hendrik Balzazer Klopper
Hendrik Balzazer Klopper, južnoafriški general, * 1902, † 1978.
Klopper je bil načelnik Južnoafriške kopenske vojske (1950-1956) in načelnik Zveznih obrambnih sil med letoma 1956 in 1958.